# Новоалександровский район
Новоалекса́ндровский район — территориальная единица в Ставропольском крае России. В границах района образован Новоалександровский муниципальный округ.
Административный центр — город Новоалександровск.

## География
Район расположен в северо-западной части Ставропольского края, в третьей агроклиматической зоне, зоне неустойчивого увлажнения, за год в среднем выпадает 450—550 мм осадков. Граничит с Изобильненским и Красногвардейским районами Ставропольского края, а также с Краснодарским краем. Протяжённость территории округа с севера на юг составляет 60 км и с востока на запад 48 км. Общая площадь района 2 015,7 км² (201 499 га) в том числе сельхозугодий 179 382 га, из них пашни 168 696 га.

## История
Новоалександровский район образован в 1924 году из станиц и хуторов бывших Лабинского и Кавказского отделов Кубанской области.
7 мая 1930 года начало радиовещания в Новоалександровском районе.
3 августа 1942 года район был оккупирован немецкими войсками. 23 января 1943 года Новоалександровский район освобождён от немецко-фашистских захватчиков.
12 января 1965 года Президиум Верховного Совета РСФСР постановил:
Арзгирский, Александровский, Апанасенковский, Благодарненский, Георгиевский район, Изобильненский, Ипатовский, Кочубеевский, Красногвардейский, Курский район, Левокумский, Минераловодский, Новоалександровский район, Петровский район, Прикумский, Советский и Шпаковский сельские районы преобразовать в районы.
18 октября 1990 года Президиум Ставропольского краевого Совета народных депутатов решил: «Образовать в Новоалександровском районе Радужский сельсовет с центром в посёлке Радуга, включив в его состав выделенные из Расшеватского сельсовета этого же района посёлки Радуга и Лиманный».
24 декабря 1992 года в районе образован Кармалиновский сельсовет с центром в станице Кармалиновская, выделенной из состава Присадового сельсовета этого же района.
Законом Ставропольского края от 4 октября 2004 года был образован Новоалександровский муниципальный район.
1 мая 2017 года муниципальные образования Новоалександровского района были объединены Новоалександровский городской округ.
9 июня 2023 года городской округ преобразован в муниципальный округ из-за несоответствиям критериям, предъявляемым Федеральным законом к городским округам.

## Население
| 1931    | 1939    | 1959    | 1970    | 1979    | 1989    | 1990    | 1991    | 1992    | 1993    | 1994    | 1995    |
| ------- | ------- | ------- | ------- | ------- | ------- | ------- | ------- | ------- | ------- | ------- | ------- |
| 114 855 | ↘37 238 | ↗51 808 | ↗60 538 | ↘57 750 | ↗58 993 | ↗59 571 | ↗60 125 | ↗61 598 | ↗64 026 | ↗65 927 | ↗67 315 |
| 1996    | 1997    | 1998    | 1999    | 2000    | 2001    | 2002    | 2003    | 2004    | 2005    | 2006    | 2007    |
| ↗68 750 | ↗68 839 | ↗69 039 | ↗69 354 | ↘69 093 | ↘68 727 | ↘67 065 | ↘66 880 | ↘66 216 | ↘65 611 | ↘65 135 | ↘64 553 |
| 2008    | 2009    | 2010    | 2011    | 2012    | 2013    | 2014    | 2015    | 2016    | 2017    | 2018    | 2019    |
| ↘64 329 | ↘64 320 | ↗65 477 | ↘65 430 | ↗65 556 | ↗65 807 | ↘65 660 | ↘65 556 | ↗65 595 | ↘65 469 | ↘65 407 | ↘64 801 |
| 2020    | 2021    | 2023    | 2024    | 2025    |         |         |         |         |         |         |         |
| ↘64 100 | ↘64 062 | ↘63 177 | ↘62 246 | ↘61 686 |         |         |         |         |         |         |         |

Гендерный состав
По итогам переписи населения 2010 года на территории района проживали 30 399 мужчин (46,42 %) и 35 078 женщин (53,58 %).

### Урбанизация
В городских условиях (Новоалександровск) проживают 41,69 % населения района.

### Национальный состав
По итогам переписи населения 2010 года проживали следующие национальности (национальности менее 1 %, см. в сноске к строке «Другие»):
| Национальность | Численность | Процент |
| -------------- | ----------- | ------- |
| Русские        | 57 435      | 87,72   |
| Армяне         | 2807        | 4,29    |
| Цыгане         | 1474        | 2,25    |
| Курды          | 961         | 1,47    |
| Другие         | 2800        | 4,27    |
| Итого          | 65 477      | 100,00  |

По итогам переписи населения 2020 года проживали следующие национальности (национальности менее 1 % и другое, см. в сноске к строке «Другие»):
| Национальность | Численность, чел. | Доля     |
| -------------- | ----------------- | -------- |
| Русские        | 56 303            | 87,89 %  |
| Армяне         | 2565              | 4,00 %   |
| Цыгане         | 2100              | 3,28 %   |
| Курды          | 1194              | 1,86 %   |
| Другие         | 1900              | 2,97 %   |
| Итого          | 64 062            | 100,00 % |

### Урбанизация
В городских условиях (город Новоалександровск) проживают 41,69 % населения района.

## Муниципально-территориальное устройство до 2017 года
С 2004 до 2017 года в состав Новоалександровского муниципального района входило одно городское и 11 сельских поселений:
| №        | Муниципальное образование  | Административный центр   | Количество населённых пунктов | Население (чел.) | Площадь (км²) |
| -------- | -------------------------- | ------------------------ | ----------------------------- | ---------------- | ------------- |
| 1e-06    | Городское поселение:       |                          |                               |                  |               |
| 1        | город Новоалександровск    | город Новоалександровск  | 1                             | ↘25 718          | 221,69        |
| 1.000002 | Сельские поселения:        |                          |                               |                  |               |
| 2        | Горьковский сельсовет      | посёлок Горьковский      | 4                             | ↘1999            | 186,70        |
| 3        | Григорополисский сельсовет | станица Григорополисская | 4                             | ↘10 284          | 251,51        |
| 4        | Краснозоринский сельсовет  | посёлок Краснозоринский  | 3                             | ↗2519            | 149,60        |
| 5        | Красночервонный сельсовет  | хутор Красночервонный    | 2                             | ↘1923            | 95,09         |
| 6        | Присадовый сельсовет       | посёлок Присадовый       | 4                             | ↗1553            | 71,76         |
| 7        | Радужский сельсовет        | посёлок Радуга           | 2                             | ↘1832            | 178,50        |
| 8        | Раздольненский сельсовет   | село Раздольное          | 7                             | ↗4399            | 209,19        |
| 9        | Светлинский сельсовет      | посёлок Светлый          | 4                             | ↘1875            | 151,01        |
| 10       | станица Кармалиновская     | станица Кармалиновская   | 1                             | ↗1531            | 62,07         |
| 11       | станица Расшеватская       | станица Расшеватская     | 1                             | ↗5310            | 271,70        |
| 12       | Темижбекский сельсовет     | посёлок Темижбекский     | 7                             | ↘5092            | 161,60        |

## Населённые пункты
Распределение населения района:
 Новоалександровск (41,69 %) Григорополисская (14,67 %) Расшеватская (8,83 %) Темижбекский (5,66 %) Раздольное  (3,51 %) Остальные (25,64 %)
| №  | Населённый пункт  | Тип населённого пункта | Население |
| -- | ----------------- | ---------------------- | --------- |
| 1  | Верный            | хутор                  | ↘111      |
| 2  | Виноградный       | посёлок                | ↘359      |
| 3  | Воровский         | хутор                  | ↘420      |
| 4  | Воскресенская     | станица                | ↘419      |
| 5  | Восточный         | посёлок                | ↘257      |
| 6  | Встречный         | посёлок                | ↘265      |
| 7  | Ганькин           | хутор                  | ↘4        |
| 8  | Горьковский       | посёлок                | ↗1026     |
| 9  | Григорополисская  | станица                | ↗9048     |
| 10 | Дружба            | посёлок                | ↗120      |
| 11 | Заречный          | посёлок                | ↘289      |
| 12 | Кармалиновская    | станица                | ↘1401     |
| 13 | Кармалиновский    | посёлок                | ↘17       |
| 14 | Керамик           | хутор                  | ↘255      |
| 15 | Краснодарский     | хутор                  | ↗465      |
| 16 | Краснозоринский   | посёлок                | ↘1159     |
| 17 | Краснокубанский   | посёлок                | ↗249      |
| 18 | Красночервонный   | хутор                  | ↘1409     |
| 19 | Крутобалковский   | посёлок                | ↘262      |
| 20 | Курганный         | посёлок                | ↗206      |
| 21 | Лиманный          | посёлок                | ↘275      |
| 22 | Мокрая Балка      | хутор                  | ↘260      |
| 23 | Новоалександровск | город                  | ↘25 718   |
| 24 | Озёрный           | посёлок                | ↘295      |
| 25 | Первомайский      | хутор                  | ↘240      |
| 26 | Петровский        | хутор                  | ↗35       |
| 27 | Присадовый        | посёлок                | ↘771      |
| 28 | Равнинный         | посёлок                | ↘704      |
| 29 | Радуга            | посёлок                | ↘1461     |
| 30 | Раздольное        | село                   | ↘2168     |
| 31 | Рассвет           | посёлок                | ↗542      |
| 32 | Расшеватская      | станица                | ↘5444     |
| 33 | Родионов          | хутор                  | ↘297      |
| 34 | Румяная Балка     | хутор                  | ↘84       |
| 35 | Светлый           | посёлок                | ↘1005     |
| 36 | Славенский        | посёлок                | ↘192      |
| 37 | Темижбекский      | посёлок                | ↘3491     |
| 38 | Ударный           | посёлок                | ↗267      |
| 39 | Фельдмаршальский  | хутор                  | ↘1004     |
| 40 | Чапцев            | хутор                  | ↘212      |
| 41 | Южный             | посёлок                | ↘279      |

| № | Нормализованное название | Варианты названия                                      | Тип     | Дата снятия с учёта | Примечания |
| - | ------------------------ | ------------------------------------------------------ | ------- | ------------------- | --- |
| 1 | Горский                  |                                                        | хутор   | 06.12.1971          | На 1 марта 1966 года входил в состав территории Новоалександровского сельсовета:21. |
| 2 | Дальний                  | до 1964 года — Первое отделение совхоза «Горьковский»  | посёлок | 24.05.1978          | На 1 марта 1966 года входил в состав территории Горьковского сельсовета:21. |
| 3 | Крестьянский             |                                                        | хутор   | 30.03.1983          | На 1 марта 1966 года входил в состав территории Расшеватского сельсовета:22. |
| 4 | Ловлинский               |                                                        | хутор   | 06.12.1971          | На 1 марта 1966 года входил в состав территории Расшеватского сельсовета:22. |
| 5 | Новоленинский            |                                                        | хутор   | 30.03.1983          | На 1 марта 1966 года входил в состав территории Расшеватского сельсовета:22. |
| 6 | Новорасшеватский         |                                                        | хутор   | 24.05.1978          | На 1 марта 1966 года входил в состав территории Расшеватского сельсовета:22. |
| 7 | Новый                    |                                                        | хутор   | 30.03.1983          | На 1 марта 1966 года входил в состав территории Новоалександровского сельсовета:21. Кладбище х. Нового (общественное открытое) ныне находится в границах кадастрового квартала х. Красночервонного        |
| 8 | Северный                 | до 1964 года — Первое отделение совхоза «Темижбекский» | посёлок | 25.06.1980          | На 1 марта 1966 года входил в состав территории Темижбекского сельсовета:22. |
| 9 | Тимофеевский             |                                                        | хутор   | 30.03.1983          | На 1 марта 1966 года входил в состав территории Новоалександровского сельсовета:21. Кладбище х. Тимофеевского (общественное открытое) ныне находится в границах кадастрового квартала х. Красночервонного |

## Местное самоуправление
Председатели Совета депутатов городского/муниципального округа
- Сергей Георгиевич Нешев. Дата назначения: 27 апреля 2007 года. Срок полномочий: 5 лет[49]
- Денис Витальевич Страхов[50]
- с 2024 года - Сергей Владимирович Шахов

Главы района/городского/муниципального округа'
- Сергей Георгиевич Нешев. Дата назначения: 20 ноября 2007 г. Срок полномочий: 5 лет[51]
- Сергей Фёдорович Сагалаев. Дата назначения: 27 апреля 2017 года. Срок полномочий: 5 лет[49]
- Эдуард Александрович Колтунов

Главы Администрации муниципального района
- Сергей Фёдорович Сагалаев. Дата назначения: 8 мая 2007 г. Срок полномочий: 5 лет[51]

## Инфраструктура
- Централизованная библиотечная система[52]. Первая библиотека в станице открыта 20 марта 1920 года[53]
- Районный историко-краеведческий музей
- Центральная районная больница[54]
- Районная стоматологическая поликлиника[55]
- Районный дворец культуры
- Колхоз «Россия». Образован 16 февраля 1921 года[56]

## Люди, связанные с районом
- Вышневский Владимир Петрович (1940—2015) — тракторист колхоза имени Ворошилова, Герой Социалистического Труда. Почётный гражданин Новоалександровского района[57]